# Josef Heumann
Josef Heumann (ur. 4 października 1964 w Oberaudorf) – niemiecki skoczek narciarski oraz specjalista kombinacji norweskiej. Przed zjednoczeniem Niemiec reprezentował barwy RFN. Najlepsze wyniki w Pucharze Świata w skokach osiągnął w sezonie 1988/1989 kiedy zajął 10. miejsce w klasyfikacji generalnej. W całej swojej karierze trzy razy stał na podium konkursów Pucharu Świata, w tym raz był drugi oraz dwa razy trzeci. W Pucharze Świata w kombinacji norweskiej jego najwyższym miejscem w klasyfikacji generalnej było 26. miejsce w sezonie 1983/1984. W 38. Turnieju Czterech Skoczni zajął 7. miejsce w klasyfikacji generalnej, co było jego najlepszym wynikiem w tym turnieju.
Brał udział w Zimowych Igrzyskach Olimpijskich w Calgary, jednak indywidualnie zajmował dalekie lokaty. Razem z drużyną zajął 6. miejsce w konkursie drużynowym. Startował też na Mistrzostwach Świata w Lahti oraz w Mistrzostwach Świata w Val di Fieme jednak również bez sukcesów. W 1990 na Mistrzostwach Świata w lotach narciarskich w Vikersund zajął 18. miejsce.

## Puchar Świata w kombinacji norweskiej

### Miejsca w klasyfikacji generalnej
- sezon 1983/1984:26
- sezon 1984/1985:36

## Puchar Świata w skokach narciarskich

### Miejsca w klasyfikacji generalnej
- sezon 1986/1987:63
- sezon 1987/1988:17
- sezon 1988/1989:10
- sezon 1989/1990:15
- sezon 1990/1991:22

### Miejsca na podium chronologicznie
1. 29 stycznia 1989 Chamonix – 3. miejsce,
2. 28 grudnia 1989 Oberstdorf – 2. miejsce,
3. 15 grudnia 1990 Sapporo – 3. miejsce.

## Zimowe igrzyska olimpijskie
- Indywidualnie
  - 1988 Calgary (CAN) – 36. miejsce (duża skocznia), 31. miejsce (normalna skocznia)
- Drużynowo
  - 1988 Calgary (CAN) – 6. miejsce

## Mistrzostwa świata w skokach narciarskich
- Indywidualnie
  - 1989 Lahti (FIN) – 23. miejsce (duża skocznia), 33. miejsce (normalna skocznia)
  - 1991 Val di Fieme (ITA) – 50. miejsce (normalna skocznia)

## Mistrzostwa świata w lotach narciarskich
- Indywidualnie
  - 1990 Vikersund (NOR) – 18. miejsce